# Roc-A-Fella Records
Roc-A-Fella Records fue una de las mayores discográficas dedicadas al hip hop en Estados Unidos. Fue fundada en Nueva York en 1995 por el magnate del hip hop Damon "Dame" Dash, Kareem "Biggs" Burke y Shawn Carter, conocido comúnmente como Jay-Z. El sello forma parte de The Island Def Jam Music Group.

## Historia
El inicio surgió de la frustración por intentar asegurar un contrato de grabación para Jay-Z, un MC con enorme talento. El grupo empezó presionando discográficas y solicitando un hueco en la radio para sus temas. Esta muestra de independencia y autosuficiencia impresionó a Priority Records, tanto que ellos añadieron los ingredientes necesarios para el debut de Jay-Z con el álbum "Reasonable Doubt" en un “joint venture” con Roc-A-Fella.
Roc-A-Fella no dejaba de impresionar, después que Jay-Z decidiera grabar varias canciones para su álbum con entonces una desconocida artista como Foxy Brown, que en un principio, estaba en contra de las colaboraciones entre raperos y raperas. Hoy en día, Roc-A-Fella y Def Jam disfrutan de un rentable negocio, con beneficios mutuos debido a su estrecha relación. Entre 1997 y 2003, Roc-A-Fella se ha consagrado como una de los grandes sellos del hip-hop.
También se había corrido la voz que el gran rapero Big L se iba a unir a Roc-A-Fella pero tristemente, murió. 
El nombre de Roc-a-Fella tiene su origen en los Rockefeller, una rica e influyente familia de New York. Roc-A-Fella ha empujado las respectivas carreras de Memphis Bleek, Beanie Sigel y Amil. Muchos de los estrenos proceden de la mano de Jay-Z. Artistas como el productor y rapero Kanye West, Freeway, Cam'Ron, Young Gunz, Immense, o la cantante de rock Samantha Ronson han sacado álbumes bajo el nombre de Roc-A-Fella, logrando un afamado éxito, como en el caso del polifacético Kanye West o Cam'ron. La empresa también se agenció al polémico rapero Ol' Dirty Bastard (Wu-Tang Clan), que falleció mientras preparaba su debut en Roc-A-Fella. 
El sello también se ha aventurado a producir películas (como Paid In Full, State Property, State Property 2 y The Woodsman), sacar su propia línea de ropa (Rocawear y Roc4Kids) y una línea de calzado de éxito (colección de calzado Reebok's S. Carter), regentar un nightclub (40/40 Club), invertir en vodka Armadale o acercarse a la comunidad con programas de ayudas a estudiantes de escasos recursos y buenas notas que quieran asistir a la universidad, llamada Shawn Carter Scholarship Fund. Además de ésta, Jay-Z ha fundado dos organizaciones filantrópicas más, Team Roc y la anual Jay-Z Santa Claus Toy Drive. A principios de 2005, cuando Island Def Jam compró la compañía, se anunció a Jay-Z como presidente de Def Jam.

## Imperio Musical de Roc-A-Fella

### Roc-A-Fella West
Jay-Z agregó una rama más a su disquera, Roc-A-Fella West, destinada a ayudar a talentos de esta región a forjarse un futuro glorioso. El primer artista en firmar fue el rapero de Los Ángeles Immense.

### Roc La Familia
Jay-Z también amplió las fronteras desde el Reggae hasta el Reguetón y la música latina. Juan Pérez fue nombrado presidente de la división, y sus primeros movimientos fueron firmar al nativo de Houston Aztek Escobar y al rapero neoyorquino Tru Life.
Firmó un acuerdo con Héctor "El Father" para que fueran imágenes de las marcas en sus respectivos países, y para elaborar junto a la disquera el disco de "Los Rompe Discotekas" presentado por ROC La Familia y Héctor Bambino "El Father", lo que acabó muy rápido ya que Héctor se retiró de la música urbana.